# Liste des intercommunalités du Gers

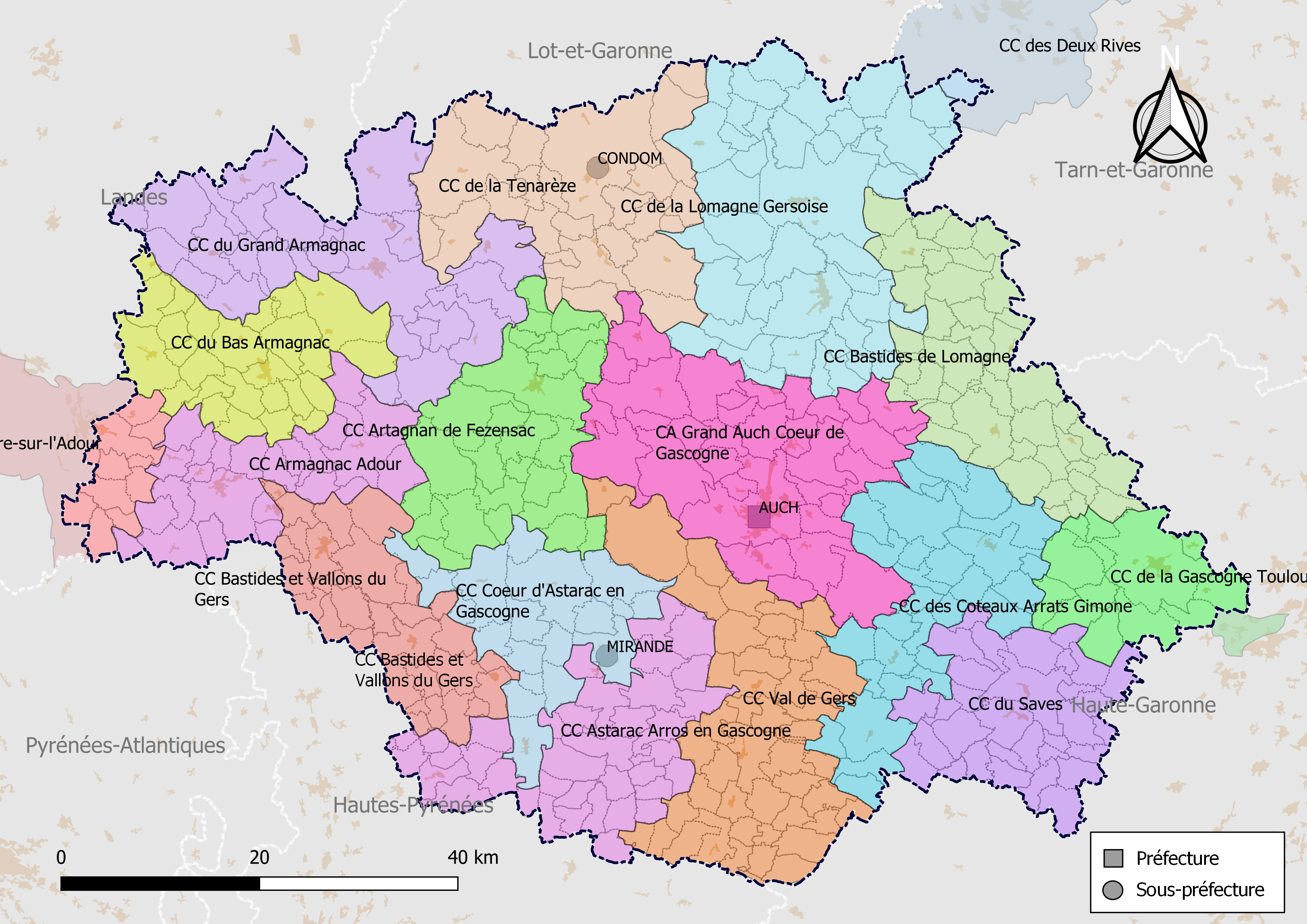
Carte des EPCI du Gers au 1er janvier 2019.

Au 1er janvier 2021, le département du Gers compte 15 établissements publics de coopération intercommunale à fiscalité propre dont le siège est dans le département (1 communauté d'agglomération et 14 communautés de communes), dont un qui est interdépartemental.  Par ailleurs 11 communes sont groupées dans deux intercommunalités dont le siège est situé hors département.

## Intercommunalités à fiscalité propre
| Forme juridique                                           | Nom                                 | no SIREN  | Date de création | Nombre de communes      | Population (der. pop. légale) | Superficie (km2) | Densité (hab./km2) | Siège                 | Président             |
| --------------------------------------------------------- | ----------------------------------- | --------- | ---------------- | ----------------------- | ----------------------------- | ---------------- | ------------------ | --------------------- | --------------------- |
| Communauté d'agglomération                                | CA Grand Auch Cœur de Gascogne      | 200066926 | 1er janvier 2017 | 34                      | 39 701 (2021)                 | 602,0            | 66                 | Auch                  | Bernard Pensivy       |
| Communauté de communes                                    | CC de la Lomagne gersoise           | 243200391 | 23 décembre 1998 | 43                      | 19 234 (2021)                 | 683,30           | 28                 | Fleurance             | Xavier Ballenghien    |
| Communauté de communes                                    | CC de la Gascogne Toulousaine       | 200023620 | 31 décembre 2009 | 13 (dont 1 dans le 31)  | 16 788 (2021)                 | 215,60           | 78                 | L'Isle-Jourdain       | Francis Idrac         |
| Communauté de communes                                    | CC de la Ténarèze                   | 243200417 | 2 décembre 1999  | 26                      | 14 354 (2021)                 | 498,20           | 29                 | Condom                | Maurice Boison        |
| Communauté de communes                                    | CC du Grand-Armagnac                | 243200458 | 24 décembre 1999 | 25                      | 13 355 (2021)                 | 533,10           | 25                 | Cazaubon              | Didier Dupront        |
| Communauté de communes                                    | CC Bastides de Lomagne              | 200034726 | 1er janvier 2013 | 41                      | 11 298 (2021)                 | 424,0            | 27                 | Mauvezin              | Jean-Luc Silhères     |
| Communauté de communes                                    | CC des Coteaux Arrats Gimone        | 200042372 | 1er janvier 2014 | 30                      | 10 770 (2021)                 | 402,20           | 27                 | Gimont                | Gérard Ariès          |
| Communauté de communes                                    | CC Val de Gers                      | 200072320 | 1er janvier 2017 | 45                      | 9 853 (2021)                  | 512,90           | 19                 | Seissan               | François Riviere      |
| Communauté de communes                                    | CC du Savès (Gers)                  | 243200599 | 31 décembre 2002 | 32                      | 9 783 (2021)                  | 326,70           | 30                 | Lombez                | Hervé Lefebvre        |
| Communauté de communes                                    | CC du Bas-Armagnac                  | 243200409 | 30 décembre 1998 | 26                      | 8 667 (2021)                  | 313,80           | 28                 | Nogaro                | Vincent Gouanelle     |
| Communauté de communes                                    | CC Cœur d'Astarac en Gascogne       | 243200425 | 3 décembre 1999  | 19                      | 7 725 (2021)                  | 287,10           | 27                 | Mirande               | Patrick Fanton        |
| Communauté de communes                                    | CC Astarac Arros en Gascogne        | 200035756 | 1er janvier 2013 | 37                      | 7 173 (2021)                  | 379,50           | 19                 | Villecomtal-sur-Arros | Céline Salles         |
| Communauté de communes                                    | CC d'Artagnan en Fézensac           | 243200607 | 18 décembre 2003 | 25                      | 6 985 (2021)                  | 377,0            | 19                 | Vic-Fezensac          | Barbara Neto          |
| Communauté de communes                                    | CC Bastides et Vallons du Gers      | 243200508 | 8 novembre 2000  | 30                      | 6 984 (2021)                  | 297,0            | 24                 | Marciac               | Jean-Louis Guilhaumon |
| Communauté de communes                                    | CC Armagnac Adour                   | 200035632 | 1er janvier 2013 | 24                      | 6 621 (2021)                  | 297,30           | 22                 | Riscle                | Michel Petit          |
| Intercommunalité dont le siège est situé hors département |                                     |           |                  |                         |                               |                  |                    |                       |                       |
| Communauté de communes                                    | CC des Deux Rives (Tarn-et-Garonne) | 248200016 | 1er janvier 2002 | 28 (dont 1 dans le 32)  | 18 899 (2021)                 | 343,30           | 55                 | Valence (82)          | Jean-Michel Baylet    |
| Communauté de communes                                    | CC d'Aire-sur-l'Adour               | 200030435 | 31 décembre 1992 | 22 (dont 10 dans le 32) | 12 880 (2021)                 | 300,60           | 43                 | Aire-sur-l'Adour (40) | Philippe Brèthes      |

## Historique

### Évolutions au1erjanvier 2017
Le Gers passe de 17 à 15 EPCI à fiscalité propre ayant leur siège dans le département, en application du schéma départemental de coopération intercommunale arrêté le 25 mars 2016 :
- Création de la communauté d'agglomération Grand Auch Cœur de Gascogne par fusion de la communauté de communes Cœur de Gascogne et de la communauté d'agglomération Grand Auch Agglomération.
- Extension de la communauté de communes Val de Gers par fusion avec la communauté de communes les Hautes Vallées.

### Anciennes intercommunalités
- Communauté de communes Cœur de Gascogne a fusionné pour intégrer Le Grand Auch Cœur de Gascogne Agglomération.
- Communauté de communes les Hautes Vallées a fusionné pour intégrer la communauté de communes du Val de Gers.
- Communauté de communes des Coteaux de Gimone a fusionné pour former la communauté de communes des Coteaux Arrats Gimone.
- Communauté de communes d'Arrats-Gimone a fusionné pour former la communauté de communes des Coteaux Arrats Gimone.
- Communauté de communes Bastides du Val d'Arrats a fusionné pour former en 2013 la communauté de communes des bastides de Lomagne
- Communauté de communes Cœur de Lomagne a fusionné pour former en 2013 la communauté de communes des bastides de Lomagne
- Communauté de communes de Terride-Arcadèche a fusionné pour former en 2013 la communauté de communes des bastides de Lomagne
- Communauté de communes des Hautes Vallées de Gascogne a fusionné pour former en 2013 la communauté de communes Astarac Arros en Gascogne.
- Communauté de communes Vals et villages en Astarac a fusionné pour former en 2013 la communauté de communes Astarac Arros en Gascogne.
- Communauté de communes du Léez et de l'Adour a fusionné pour former la Communauté de communes d'Aire-sur-l'Adour
- Communauté de communes Bas Adour gersois a fusionné pour former la Communauté de communes d'Aire-sur-l'Adour
- Communauté de communes Terres d'Armagnac a fusionné pour former la Communauté de communes Armagnac-Adour
- Communauté de communes des Monts et vallées de l'Adour a fusionné pour former la Communauté de communes Armagnac-Adour